# Missbrauch ionisierender Strahlen
| Jahr                         | Fälle | Aufklärungsrate |
| ---------------------------- | ----- | --------------- |
| 1987                         | 1     | 0 %             |
| 1988                         | 0     | -               |
| 1989                         | 0     | -               |
| 1990                         | 2     | 50 %            |
| 1991                         | 2     | 50 %            |
| 1992                         | 1     | 100 %           |
| 1993                         | 1     | 100 %           |
| 1994                         | 0     | -               |
| 1995                         | 1     | 100 %           |
| 1996                         | 2     | 100 %           |
| 1997                         | 0     | -               |
| 1998                         | 3     | 66,7 %          |
| 1999                         | 2     | 100 %           |
| 2000                         | 2     | 50 %            |
| 2001                         | 1     | 0 %             |
| 2002                         | 3     | 100 %           |
| 2003                         | 1     | 0 %             |
| 2004                         | 2     | 50 %            |
| Quelle: PKS (Schlüssel 6753) |       |                 |

Der Missbrauch ionisierender Strahlen gehört zu den Strahlungsstraftaten des deutschen Strafrechts. Sanktioniert wird der Gebrauch ionisierender Strahlung zur Schädigungen von Personen oder Sachen. Seit 1998 sind die Regelungen in § 309 StGB zu finden (davor § 311a StGB a. F.); die Vorschriften gehen auf § 41 AtG a. F. zurück. Bei dieser gemeingefährlichen Straftat handelt es sich um ein potentielles Gefährdungsdelikt. Taten, die gegen Personen begangen werden, sind Verbrechen im Sinne von § 12 StGB, Taten gegen Sachen sind Vergehen.
In der Kriminalstatistik sind für die Jahre 1987 bis 2004 vierundzwanzig Fälle aufgeführt, von denen sechzehn aufgeklärt wurden; dies entspricht einer Aufklärungsquote von 67 %.

## Tatbestand

### Gefährdung von Personen (Abs. 1 und 2)
Strafbar ist gemäß Abs. 1 das Unternehmen, eine Person ionisierender Strahlung (z. B. Röntgenstrahlung) auszusetzen, die zu einer Gesundheitsschädigung geeignet ist. Der Täter muss dabei in der Absicht handeln, die Gesundheit eines anderen Menschen zu schädigen. Ein Unternehmen (§ 11 Abs. 1 Nr. 6 StGB) liegt bereits dann vor, wenn der Täter versucht hat, sein Opfer der Strahlung auszusetzen; es muss weder zu einer konkreten Gefährdung noch zu einer tatsächlichen Gesundheitsschädigung gekommen sein. Das Strafmaß liegt bei einem Jahr bis zehn Jahren Freiheitsstrafe, in minder schweren Fällen bei sechs Monaten bis fünf Jahren (Abs. 5).
Wurde es unternommen, eine unübersehbare Zahl von Menschen der Strahlung aussetzen, so sieht Abs. 2 eine Freiheitsstrafe nicht unter fünf Jahren vor. Eine unübersehbare Zahl muss so groß sein, „daß sie auch von einem objektiven Beobachter nicht ohne weiteres übersehbar, also in ihrer ungefähren Zahl nicht zu bestimmen ist“ (Lit.: E 1962, S. 503).

### Erfolgsqualifikationen (Abs. 3 und 4)
Für den Fall, dass bei einer Tat gemäß Abs. 1 eine schwere Gesundheitsschädigung durch die Strahlung verursacht wird oder dass eine große Zahl von Menschen gesundheitlich geschädigt wird, so ist auf Freiheitsstrafe nicht unter zwei Jahren zu erkennen (Abs. 3), in minder schweren Fällen auf ein Jahr bis zehn Jahre (Abs. 5). Ab wann es sich um eine große Zahl von Menschen handelt ist nicht gesetzlich definiert, siehe hierzu BGHSt 44, 175.
Die Erfolgsqualifikation in Abs. 4 sieht für Taten nach Abs. 1 und 2 eine lebenslange Freiheitsstrafe oder Freiheitsstrafe nicht unter zehn Jahren vor, sofern durch die Strahlung zumindest leichtfertig der Tod eines anderen Menschen verursacht wird.

### Gefährdung von Sachen (Abs. 6)
Nach Abs. 6 ist es strafbar, fremde Sachen einer ionisierenden Strahlung auszusetzen, die dazu geeignet ist, die Brauchbarkeit der Sache zu beeinträchtigen. Der Täter muss in der Absicht handeln, die Brauchbarkeit der Sache zu beeinträchtigen. Ein Unternehmen reicht im Gegensatz zu den Abs. 1 und 2 nicht für die Erfüllung des Tatbestands aus – die Sache muss der Strahlung ausgesetzt worden sein.
Das Strafmaß liegt bei Freiheitsstrafe bis zu fünf Jahren oder Geldstrafe. Der Versuch ist strafbar.

## Rücktritt und tätige Reue
Da eine Tat nach Abs. 1 und 2 bereits durch den Versuch vollendet ist, ist ein Rücktritt (§ 24 StGB) ab diesem Zeitpunkt nicht mehr möglich. Falls der Täter jedoch die Gefahr freiwillig abwendet, kann das Gericht seine Strafe wegen tätiger Reue (§ 314a StGB) mildern oder ganz von Strafe absehen.

## Konkurrenzen
Bei Abs. 1 und 2 kann eine Tateinheit mit Tötungs- und Körperverletzungsdelikten (§§ 211 f., §§ 223 ff. StGB) vorliegen. Eine Tat nach Abs. 4 verdrängt die fahrlässige Tötung (§ 222 StGB), wird selbst jedoch von Mord und Totschlag verdrängt.
Bei Abs. 6 ist eine Tateinheit bei Sachbeschädigung (§§ 303 f. StGB), Störung öffentlicher Betriebe (§ 316b StGB) und Störung von Telekommunikationsanlagen (§ 317 StGB) möglich.